# Ton Roosendaal

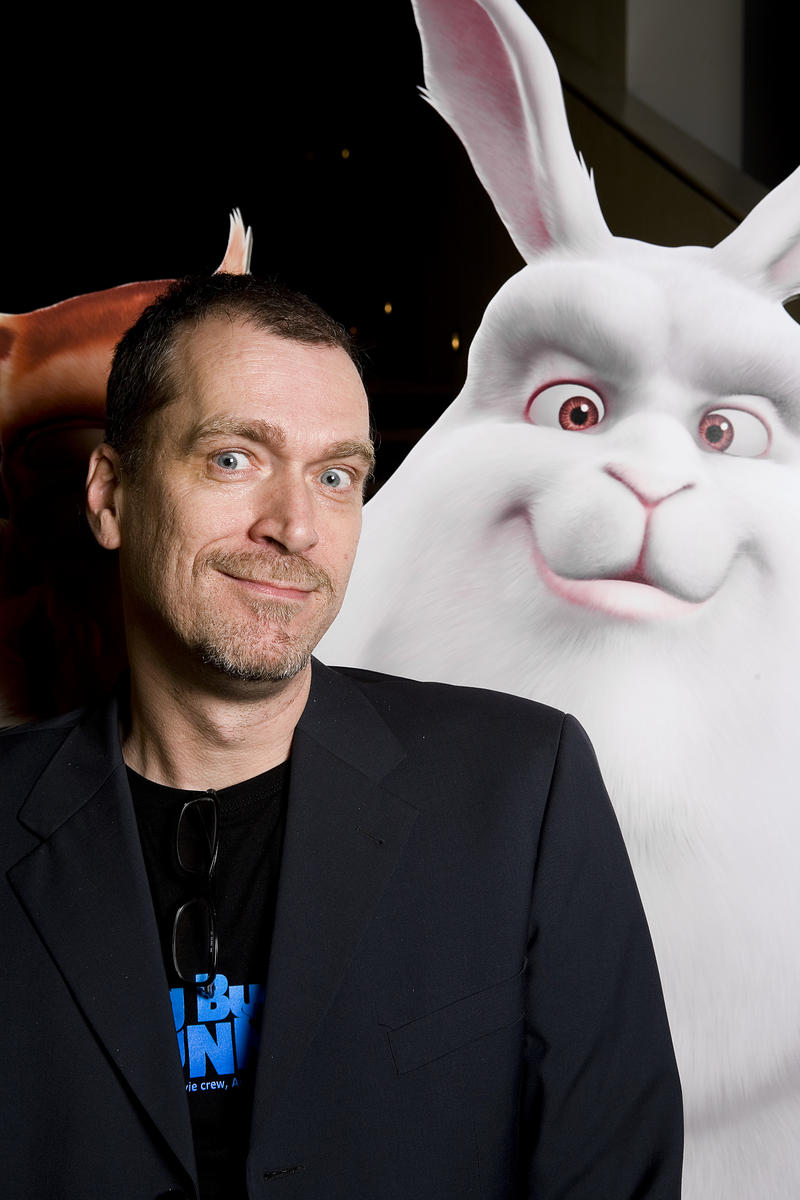
Ton Roosendaal

Ton Roosendaal (ur. 20 marca 1960) jest głównym programistą programu do grafiki 3D – Blender (na licencji GPL) oraz przewodniczącym Blender Foundation. W 2007 roku założył Blender Institute w Amsterdamie, gdzie koordynuje prace nad rozwojem Blendera, publikuje podręczniki, szkolenia DVD, organizuje animacje 3D (Big Buck Bunny, Elephants Dream, Sintel) i projekty gier (Yo Frankie!).

## Pierwsze kroki
W roku 1988 założył w Holandii firmę NeoGeo, zajmującą się produkcją gier na konsole oraz grafiką i animacją 3D. W 1998 Ton zakłada nową firmę, odłam NeoGeo, NaN (Not a Number). Firma ta miała się zajmować już tylko stworzeniem profesjonalnego, darmowego narzędzia do tworzenia grafiki 3D. W 2000 roku firma odniosła sukces wydając Blendera 2.0. Jednak z powodu niskiej sprzedaży i trudnej sytuacji gospodarczej, inwestorzy NaN postanowili zamknąć wszystkie operacje na początku 2002 roku. Oznaczało to, że rozwój Blendera został przerwany.

## Blender Foundation
Ton zdecydował się na powołanie Blender Foundation, organizacji non-profit, której celem było wykupienie i uwolnienie kodu źródłowego Blendera. W czerwcu 2002 Ton uzyskał zgodę inwestorów na wykup źródeł za sumę 100 000 euro. Szokiem dla wszystkich było, że publiczna zbiórka pieniędzy na ten cel trwała jedynie siedem tygodni. W tym czasie udało się zebrać więcej niż wymaganą sumę. W niedzielę, 13 października 2002 źródła Blendera zostały opublikowane na zasadach GNU General Public License.